# Giovanni V di Parthenay
Giovanni V di Parthenay (Parthenay, 1512 – Mouchamps, 1º settembre 1566) è stato un nobile francese, protestante.

Blasone dei Signori di Parthenay: «bordato d'argento e azzurro, banda trasversale rossa su tutto il traverso.»

Giovanni V di Parthenay-L'Archevêque, o L'Arcivescovo, signore di Soubise, nato dopo la morte del padre nel 1512 e morto al Castello di Parc Soubise  a Mouchamps in Vandea, il primo settembre 1566, era un nobile francese protestante, ultimo signore di Herbiers e di Mouchamps, discendente in linea retta della famiglia dei Parthenay-l'Archevêque. Non possiede più tutti i feudi di questa vecchia famiglia, compresa la cittadina di Parthenay, cedute dall'ultimo dei Parthenay in linea diretta, Giovanni II de Parthenay-l'Archevêque, morto nel 1427. Sua madre era l'umanista Michelle de Saubonne; sua moglie era Antoinette d'Aubeterre, sua figlia era Catherine de Parthenay, la madre dei Rohan.
Combattente e ambasciatore di Re Enrico II durante le ultime guerre francesi (contro Carlo V) in Italia, è al servizio del re, che lo accompagna dall'infanzia. Convertitosi ufficialmente al calvinismo nel 1562, dopo il massacro di Wassy, diventa durante la prima guerre di religione uno dei più accesi sostenitori di Luigi di Borbone-Condé e del partito ugonotto. Gli avvenimenti che lo riguardano e le sue gesta sono conosciuti attraverso le sue memorie che ha raccolto il matematico François Viète, suo consigliere e segretario tra il 1564 e il 1566. Sono state pubblicate nel 1879 da Jules Bonnet e abbondantemente commentate e rese popolari da Frédéric Ritter e Benjamin Fillon.
Alla corte del re Enrico II, poi della vedova reggente Caterina de' Medici, Soubise è accusato - senza dubbio erroneamente - di aver comandato la morte del duca Francesco di Guisa. 
Il suo governo della città di Lione (1563) tuttavia risparmia ai cattolici le crudeltà di François de Beaumont barone di Adrets; e, fino alla sua morte nel 1566, i suoi sforzi contribuiscono a mantenere la pace tra le fazioni nemiche. 
Un tempo, egli spera di convertire anche la regina madre alla dottrina di Calvino. 
Lo storico del XVI secolo Jacques-Auguste de Thou affermava inoltre: 

## Un giovane uomo di corte
Giovanni V di Parthenay era l'unico figlio di Giovanni IV, signore di Parc de Soubise situato vicino a Herbiers in Vandea, signore di Pauldon, di Vendrennes, del feudo di Goyau e di Mouchamps. Sua madre era Michelle di Fresne detta di Saubonne, la femina cordatissima di Guillaume Budé. 
Essa era allo stesso tempo conosciuta per essere la prima protettrice di Bernard Palissy. Quando il padre morì, sua madre era dama di compagnia di Renata di Francia. C'è una ricevuta scritta che ha introdotto Clément Marot alla corte.
Giovanni V di Parthenay serve come bambino di compagnia Enrico II di Francia, di sette anni più giovane di lui.

### L'albero genealogico dei Parthenay
Albero genealogico della famiglia Rohan-Parthenay
|  |  | | | Jean IV de Parthenay (1460 ?-1511)                                                                                              | Jean IV de Parthenay (1460 ?-1511)                                                                                              | Jean IV de Parthenay (1460 ?-1511)                                                                                              | Jean IV de Parthenay (1460 ?-1511)                                                                                              | Jean IV de Parthenay (1460 ?-1511)                                                                 | Jean IV de Parthenay (1460 ?-1511)                                                                 | | | Michelle de Saubonne (1485 ?-1549) (sua seconda moglie)                                            | Michelle de Saubonne (1485 ?-1549) (sua seconda moglie)                                            | Michelle de Saubonne (1485 ?-1549) (sua seconda moglie) | Michelle de Saubonne (1485 ?-1549) (sua seconda moglie) | Michelle de Saubonne (1485 ?-1549) (sua seconda moglie) | Michelle de Saubonne (1485 ?-1549) (sua seconda moglie) |                                                                                           |                                                                                           |                                                                                           |                                                                                           |                                                                                           |                                                                                           | François II Bouchard, barone d'Aubeterre (1496-1555) | François II Bouchard, barone d'Aubeterre (1496-1555) | François II Bouchard, barone d'Aubeterre (1496-1555)            | François II Bouchard, barone d'Aubeterre (1496-1555)            | François II Bouchard, barone d'Aubeterre (1496-1555)              | François II Bouchard, barone d'Aubeterre (1496-1555)              |                                                                   |                                                                   | Isabelle de Saint-Seine (sua prima moglie)                        | Isabelle de Saint-Seine (sua prima moglie)                        | Isabelle de Saint-Seine (sua prima moglie)                                     | Isabelle de Saint-Seine (sua prima moglie)                                     | Isabelle de Saint-Seine (sua prima moglie)                                     | Isabelle de Saint-Seine (sua prima moglie)                                     |                                                                                |                                                                                |  |  |
|  |  | | | Jean IV de Parthenay (1460 ?-1511)                                                                                              | Jean IV de Parthenay (1460 ?-1511)                                                                                              | Jean IV de Parthenay (1460 ?-1511)                                                                                              | Jean IV de Parthenay (1460 ?-1511)                                                                                              | Jean IV de Parthenay (1460 ?-1511)                                                                 | Jean IV de Parthenay (1460 ?-1511)                                                                 | | | Michelle de Saubonne (1485 ?-1549) (sua seconda moglie)                                            | Michelle de Saubonne (1485 ?-1549) (sua seconda moglie)                                            | Michelle de Saubonne (1485 ?-1549) (sua seconda moglie) | Michelle de Saubonne (1485 ?-1549) (sua seconda moglie) | Michelle de Saubonne (1485 ?-1549) (sua seconda moglie) | Michelle de Saubonne (1485 ?-1549) (sua seconda moglie) |                                                                                           |                                                                                           |                                                                                           |                                                                                           |                                                                                           |                                                                                           | François II Bouchard, barone d'Aubeterre (1496-1555) | François II Bouchard, barone d'Aubeterre (1496-1555) | François II Bouchard, barone d'Aubeterre (1496-1555)            | François II Bouchard, barone d'Aubeterre (1496-1555)            | François II Bouchard, barone d'Aubeterre (1496-1555)              | François II Bouchard, barone d'Aubeterre (1496-1555)              |                                                                   |                                                                   | Isabelle de Saint-Seine (sua prima moglie)                        | Isabelle de Saint-Seine (sua prima moglie)                        | Isabelle de Saint-Seine (sua prima moglie)                                     | Isabelle de Saint-Seine (sua prima moglie)                                     | Isabelle de Saint-Seine (sua prima moglie)                                     | Isabelle de Saint-Seine (sua prima moglie)                                     |                                                                                |                                                                                |  |  |
|  |  | | | | | | | | | | | | |                                                         |                                                         |                                                         |                                                         |                                                                                           |                                                                                           |                                                                                           |                                                                                           |                                                                                           |                                                                                           |                                                      |                                                      |                                                                 |                                                                 |                                                                   |                                                                   |                                                                   |                                                                   |                                                                   |                                                                   |                                                                                |                                                                                |                                                                                |                                                                                |                                                                                |                                                                                |  |  |
|  |  | | | | | | | Giovanni V di Parthenay-l'archevêque detto Soubise Signore di Mouchamps (Les Herbiers) (1512-1561) | Giovanni V di Parthenay-l'archevêque detto Soubise Signore di Mouchamps (Les Herbiers) (1512-1561) | Giovanni V di Parthenay-l'archevêque detto Soubise Signore di Mouchamps (Les Herbiers) (1512-1561) | Giovanni V di Parthenay-l'archevêque detto Soubise Signore di Mouchamps (Les Herbiers) (1512-1561) | Giovanni V di Parthenay-l'archevêque detto Soubise Signore di Mouchamps (Les Herbiers) (1512-1561) | Giovanni V di Parthenay-l'archevêque detto Soubise Signore di Mouchamps (Les Herbiers) (1512-1561) |                                                         |                                                         |                                                         |                                                         |                                                                                           |                                                                                           |                                                                                           |                                                                                           |                                                                                           |                                                                                           |                                                      |                                                      |                                                                 |                                                                 | Antoinette Bouchard d'Aubeterre (1535-1580) Douairière di Soubise | Antoinette Bouchard d'Aubeterre (1535-1580) Douairière di Soubise | Antoinette Bouchard d'Aubeterre (1535-1580) Douairière di Soubise | Antoinette Bouchard d'Aubeterre (1535-1580) Douairière di Soubise | Antoinette Bouchard d'Aubeterre (1535-1580) Douairière di Soubise | Antoinette Bouchard d'Aubeterre (1535-1580) Douairière di Soubise |                                                                                |                                                                                |                                                                                |                                                                                |                                                                                |                                                                                |  |  |
|  |  | | | | | | | Giovanni V di Parthenay-l'archevêque detto Soubise Signore di Mouchamps (Les Herbiers) (1512-1561) | Giovanni V di Parthenay-l'archevêque detto Soubise Signore di Mouchamps (Les Herbiers) (1512-1561) | Giovanni V di Parthenay-l'archevêque detto Soubise Signore di Mouchamps (Les Herbiers) (1512-1561) | Giovanni V di Parthenay-l'archevêque detto Soubise Signore di Mouchamps (Les Herbiers) (1512-1561) | Giovanni V di Parthenay-l'archevêque detto Soubise Signore di Mouchamps (Les Herbiers) (1512-1561) | Giovanni V di Parthenay-l'archevêque detto Soubise Signore di Mouchamps (Les Herbiers) (1512-1561) |                                                         |                                                         |                                                         |                                                         |                                                                                           |                                                                                           |                                                                                           |                                                                                           |                                                                                           |                                                                                           |                                                      |                                                      |                                                                 |                                                                 | Antoinette Bouchard d'Aubeterre (1535-1580) Douairière di Soubise | Antoinette Bouchard d'Aubeterre (1535-1580) Douairière di Soubise | Antoinette Bouchard d'Aubeterre (1535-1580) Douairière di Soubise | Antoinette Bouchard d'Aubeterre (1535-1580) Douairière di Soubise | Antoinette Bouchard d'Aubeterre (1535-1580) Douairière di Soubise | Antoinette Bouchard d'Aubeterre (1535-1580) Douairière di Soubise |                                                                                |                                                                                |                                                                                |                                                                                |                                                                                |                                                                                |  |  |
|  |  | | | | | | | | | | | | |                                                         |                                                         |                                                         |                                                         |                                                                                           |                                                                                           |                                                                                           |                                                                                           |                                                                                           |                                                                                           |                                                      |                                                      |                                                                 |                                                                 |                                                                   |                                                                   |                                                                   |                                                                   |                                                                   |                                                                   |                                                                                |                                                                                |                                                                                |                                                                                |                                                                                |                                                                                |  |  |
|  |  | Charles de Quellenec Barone di Pont, detto Soubise (1548-1572) ucciso nel cortile del Louvre durante la notte di San-Bartolomeo | Charles de Quellenec Barone di Pont, detto Soubise (1548-1572) ucciso nel cortile del Louvre durante la notte di San-Bartolomeo | Charles de Quellenec Barone di Pont, detto Soubise (1548-1572) ucciso nel cortile del Louvre durante la notte di San-Bartolomeo | Charles de Quellenec Barone di Pont, detto Soubise (1548-1572) ucciso nel cortile del Louvre durante la notte di San-Bartolomeo | Charles de Quellenec Barone di Pont, detto Soubise (1548-1572) ucciso nel cortile del Louvre durante la notte di San-Bartolomeo | Charles de Quellenec Barone di Pont, detto Soubise (1548-1572) ucciso nel cortile del Louvre durante la notte di San-Bartolomeo | | | | | | |                                                         |                                                         |                                                         |                                                         | Catherine de Parthenay Signora di Soubise Madre dei Rohan Douairière di Rohan (1554-1631) | Catherine de Parthenay Signora di Soubise Madre dei Rohan Douairière di Rohan (1554-1631) | Catherine de Parthenay Signora di Soubise Madre dei Rohan Douairière di Rohan (1554-1631) | Catherine de Parthenay Signora di Soubise Madre dei Rohan Douairière di Rohan (1554-1631) | Catherine de Parthenay Signora di Soubise Madre dei Rohan Douairière di Rohan (1554-1631) | Catherine de Parthenay Signora di Soubise Madre dei Rohan Douairière di Rohan (1554-1631) |                                                      |                                                      |                                                                 |                                                                 |                                                                   |                                                                   |                                                                   |                                                                   |                                                                   |                                                                   | Renato II di Rohan detto Pontivy, poi Frontenay, Visconte di Rohan (1550-1585) | Renato II di Rohan detto Pontivy, poi Frontenay, Visconte di Rohan (1550-1585) | Renato II di Rohan detto Pontivy, poi Frontenay, Visconte di Rohan (1550-1585) | Renato II di Rohan detto Pontivy, poi Frontenay, Visconte di Rohan (1550-1585) | Renato II di Rohan detto Pontivy, poi Frontenay, Visconte di Rohan (1550-1585) | Renato II di Rohan detto Pontivy, poi Frontenay, Visconte di Rohan (1550-1585) |  |  |
|  |  | Charles de Quellenec Barone di Pont, detto Soubise (1548-1572) ucciso nel cortile del Louvre durante la notte di San-Bartolomeo | Charles de Quellenec Barone di Pont, detto Soubise (1548-1572) ucciso nel cortile del Louvre durante la notte di San-Bartolomeo | Charles de Quellenec Barone di Pont, detto Soubise (1548-1572) ucciso nel cortile del Louvre durante la notte di San-Bartolomeo | Charles de Quellenec Barone di Pont, detto Soubise (1548-1572) ucciso nel cortile del Louvre durante la notte di San-Bartolomeo | Charles de Quellenec Barone di Pont, detto Soubise (1548-1572) ucciso nel cortile del Louvre durante la notte di San-Bartolomeo | Charles de Quellenec Barone di Pont, detto Soubise (1548-1572) ucciso nel cortile del Louvre durante la notte di San-Bartolomeo | | | | | | |                                                         |                                                         |                                                         |                                                         | Catherine de Parthenay Signora di Soubise Madre dei Rohan Douairière di Rohan (1554-1631) | Catherine de Parthenay Signora di Soubise Madre dei Rohan Douairière di Rohan (1554-1631) | Catherine de Parthenay Signora di Soubise Madre dei Rohan Douairière di Rohan (1554-1631) | Catherine de Parthenay Signora di Soubise Madre dei Rohan Douairière di Rohan (1554-1631) | Catherine de Parthenay Signora di Soubise Madre dei Rohan Douairière di Rohan (1554-1631) | Catherine de Parthenay Signora di Soubise Madre dei Rohan Douairière di Rohan (1554-1631) |                                                      |                                                      |                                                                 |                                                                 |                                                                   |                                                                   |                                                                   |                                                                   |                                                                   |                                                                   | Renato II di Rohan detto Pontivy, poi Frontenay, Visconte di Rohan (1550-1585) | Renato II di Rohan detto Pontivy, poi Frontenay, Visconte di Rohan (1550-1585) | Renato II di Rohan detto Pontivy, poi Frontenay, Visconte di Rohan (1550-1585) | Renato II di Rohan detto Pontivy, poi Frontenay, Visconte di Rohan (1550-1585) | Renato II di Rohan detto Pontivy, poi Frontenay, Visconte di Rohan (1550-1585) | Renato II di Rohan detto Pontivy, poi Frontenay, Visconte di Rohan (1550-1585) |  |  |
|  |  | | | | | | | | | | | | |                                                         |                                                         |                                                         |                                                         |                                                                                           |                                                                                           |                                                                                           |                                                                                           |                                                                                           |                                                                                           |                                                      |                                                      |                                                                 |                                                                 |                                                                   |                                                                   |                                                                   |                                                                   |                                                                   |                                                                   |                                                                                |                                                                                |                                                                                |                                                                                |                                                                                |                                                                                |  |  |
|  |  | | | | | | | | | | | | |                                                         |                                                         |                                                         |                                                         |                                                                                           |                                                                                           |                                                                                           |                                                                                           |                                                                                           |                                                                                           |                                                      |                                                      |                                                                 |                                                                 |                                                                   |                                                                   |                                                                   |                                                                   |                                                                   |                                                                   |                                                                                |                                                                                |                                                                                |                                                                                |                                                                                |                                                                                |  |  |
|  |  | Enrico II di Rohan Visconte e I duca dopo il 1604 (1579-1638)                                                                   | Enrico II di Rohan Visconte e I duca dopo il 1604 (1579-1638)                                                                   | Enrico II di Rohan Visconte e I duca dopo il 1604 (1579-1638)                                                                   | Enrico II di Rohan Visconte e I duca dopo il 1604 (1579-1638)                                                                   | Enrico II di Rohan Visconte e I duca dopo il 1604 (1579-1638)                                                                   | Enrico II di Rohan Visconte e I duca dopo il 1604 (1579-1638)                                                                   | | | Beniamino di Rohan Duca di Soubise (1583-1642)                                                     | Beniamino di Rohan Duca di Soubise (1583-1642)                                                     | Beniamino di Rohan Duca di Soubise (1583-1642)                                                     | Beniamino di Rohan Duca di Soubise (1583-1642)                                                     | Beniamino di Rohan Duca di Soubise (1583-1642)          | Beniamino di Rohan Duca di Soubise (1583-1642)          |                                                         |                                                         | Henriette de Rohan detta la Bossue (la gobba) (1577-1624)                                 | Henriette de Rohan detta la Bossue (la gobba) (1577-1624)                                 | Henriette de Rohan detta la Bossue (la gobba) (1577-1624)                                 | Henriette de Rohan detta la Bossue (la gobba) (1577-1624)                                 | Henriette de Rohan detta la Bossue (la gobba) (1577-1624)                                 | Henriette de Rohan detta la Bossue (la gobba) (1577-1624)                                 |                                                      |                                                      | Catherine de Rohan sposata a Giovanni II di Baviera (1580-1607) | Catherine de Rohan sposata a Giovanni II di Baviera (1580-1607) | Catherine de Rohan sposata a Giovanni II di Baviera (1580-1607)   | Catherine de Rohan sposata a Giovanni II di Baviera (1580-1607)   | Catherine de Rohan sposata a Giovanni II di Baviera (1580-1607)   | Catherine de Rohan sposata a Giovanni II di Baviera (1580-1607)   |                                                                   |                                                                   | Anne de Rohan Poetessa (1584-1646)                                             | Anne de Rohan Poetessa (1584-1646)                                             | Anne de Rohan Poetessa (1584-1646)                                             | Anne de Rohan Poetessa (1584-1646)                                             | Anne de Rohan Poetessa (1584-1646)                                             | Anne de Rohan Poetessa (1584-1646)                                             |  |  |